# Murello
Murello é uma comuna italiana da região do Piemonte, província de Cuneo, com cerca de 899 habitantes. Estende-se por uma área de 17,19 km², tendo uma densidade populacional de 52,3 hab/km². Faz fronteira com Cavallerleone, Moretta, Polonghera, Racconigi, Ruffia, Villanova Solaro.

## Demografia
| Variação demográfica do município entre 1861 e 2011                               |
|                                                                                   |
| Fonte: Istituto Nazionale di Statistica (ISTAT) - Elaboração gráfica da Wikipedia |